# Molycria goanna
Molycria goanna är en spindelart som beskrevs av Norman I. Platnick och Baehr 2006. Molycria goanna ingår i släktet Molycria och familjen Prodidomidae. Inga underarter finns listade i Catalogue of Life.